# Kuhnert Arboretum
El Arboreto Kuhnert en inglés : Kuhnert Arboretum, es un arboreto y terrenos de flora autóctona preservada de administración municipal, de 19 acres (7,7 hectáreas) de extensión, en Aberdeen, Dakota del Sur.

## Localización
Kuhnert Arboretum corner of Melgaard Road and Dakota Street South Aberdeen, Brown county, South Dakota-Dakota del Sur SD 57401 United States of America-Estados Unidos de América.
Planos y vistas satelitales.45°26′20″N 98°28′32″O / 45.43889, -98.47556

## Historia
En el año 1999, el "Aberdeen Park and Recreation Board" le dio el encargo a la empresa "Wyss Associates Inc." para desarrollar el plan maestro a largo plazo para crear el "Kuhnert Arboretum" en el lado sur de Aberdeen. 
El propósito del nuevo plan maestro ya completado es el de guiar el desarrollo futuro de este lugar en los próximos años. 

## Colecciones
El arboreto alberga árboles caducifolios, ornamentales, coníferas, y una gran variedad de arbustos.
El Arboreto ofrece un marco pedagógico adecuado sobre: 
- Ecosistemas de plantas nativas.
- Medioambiente en las comunidades florísticas de La Pradera.
- Especies de árboles y arbustos que crecen en el área.
- Sistemas acuáticos.
- Comunidades de humedal.

El Arboreto alberga un campo de golf de 9 hoyos y nivel de dificultad medio. El campo de golf está delimitado por el "Moccasin Creek", y unos terrenos sin arbolado.